# Горбово (Псковский район)
Горбово — деревня в Краснопрудской волости Псковского района Псковской области России.
Расположена в 8 км к юго-западу от волостного центра Кирово и в 45 км к югу от города Пскова.
Постоянное население по состоянию на 2000 год в деревне отсутствовало.